# Snuff Pop Inc.
Snuff Pop Inc. er titlen på det oprindelige koncept bag Mozart Khadaffi, en dansk rockgruppe fra København dannet i foråret 1997 af Chris Juris , Jesper Staustrup, Benjamin Funk og Kristoffer Høeg.

## Baggrund
De første anstrøg af Snuff Pop Inc. som koncept indledes af forsangeren Ant (Chris Juris) allerede i 1991 hvor det første materiale bliver skabt, kort efter bruddet med sin tidligere skabning, rockbandet President Fetch. I 1992 finder Ant på navnet Snuff Pop Inc. som i første omgang bliver titlen på et projekt, hvor musikken indgår i forskellige sammenhænge, så som performances og filmmusik.

## Medlemmer gennem tiden
Snuff Pop Inc. som fuldt band opnåede fuld besætning i 1997, efter at de første medlemmer i 1996 havde indledt bekendtskab med hinanden. Forsangeren Ant (aka Chris Juris) stiftede bekendtskab med bassisten Jaev (aka Jesper Staustrup) i 1996 og introducerede sit velovervejede koncept. Samme år blev guitaristen Kristoffer inddraget i foretagendet, og i 1997 kom Max Funk (aka Benjamin Funk) med på trommer. I år 2000 forlod Kristoffer bandet og erstattedes med Steff (Steffen Andersen). I slutningen af 2002 forlader Steff og Jaev bandet for at hellige sig egne projekter, og blev erstattet af Red Ochre (aka Anders Rathmann) på bas og Sonic (aka Thomas B.) på guitar i foråret 2003. Denne besætning har holdt til år 2005.

## Musikstilen
Musikken og lyrikken er komponeret og forfattet alene af Ant ud fra konceptet, som det var udtænkt fra starten. Selve konceptet danner basis for bandets samlede udtryk, dvs. lyrik, instrumentation, komposition og iscenesættelse. Foruden de analoge instrumenter (bas, guitar, trommer og vokal) består det sidste og lige så væsentlige led af en flade af sampleklange med melodistykker, arrangeret af Ant, der spænder over alt fra industrielle lyde til klanginstrumenter, orkestrale såvel som syntetiske. Denne digitale part spiller en lige så dominerende rolle som de øvrige analoge instrumenter. Resultatet er et bredt og veludviklet musikalsk panorama, der skaber en stil, som bandet, med inspiration fra en anmeldelse, har navngivet Warped Industrial. Ved koncerter udføres synth- og sample-arrangementerne via en harddisk recorder, styret af Max Funk, som spiller efter et metronomspor i headset fra harddisken.
Ants kompositoriske baggrund udspringer fra kunstmusikken, og bandets værkmæssige grundlag er, om end i en noget skjult form, derfor primært klassisk.
Det er imidlertid svært at placere Snuff Pop Inc. inden for ét bestemt stilområde. Dog tager man aldrig fejl af den konsekvente stil, når man én gang er blevet introduceret til den. Gennemgribende er den teatralske indfaldsvinkel, gennem hvilken musikken til tider direkte illustrerer og eksemplificerer tekstens indhold. Kompositionerne lader sig rent harmonisk ikke genrebestemme i udtalt grad, men de er hyppigt placeret inden for genrer som industrial og såkaldt alternativ rock, hvilket er en kvalificeret, men ikke dækkende reference. Bandets selvstændige stil og særegne sceneshow lægger op til sammenligninger med bands som Marilyn Manson, T. Rex, Foetus (Jim Thirlwell) og Mr. Bungle. Disse sammenligninger er til en vis grad anvendelige i den genremæssige placering af Snuff Pop Inc, men ikke fyldestgørende.

## Bandets navn og koncept
Det modsætningsfulde navn Snuff Pop Inc. udspringer af en dobbelttydig analogi mellem snuff-porn og pop mainstream. Navnet Snuff Pop Inc. er altså en sammentrækning af disse to institutioner. Parallellen består i anskuelsen af popstjernen som et produkt af en forretningsdomineret mainstream-industri, der udnytter og undertrykker den frie kreative vilje underlagt et grisk medieapparat. Størstedelen af de forgængelige stjerner vi følger i medierne, holder aldrig længe, da de bliver presset af industrien til det yderste for at bibeholde popularitet og derfor bliver udbrændt efter relativ kort tid. Ordet snuff er altså i dette bands tilfælde kun brugt til overført at udtrykke en kritisk afstandstagen fra den kommercielle udnyttelse af den skabende kunstner, og har intet at gøre med snuff film. Industri versus kreativitet er konceptets røde tråd, der løber gennem de fleste af kompositionerne i større eller mindre tilknytning til konceptet, men i sidste instans vender de enkelte elementer som helhed tilbage til det overordnede koncept. Snuff Pop Inc. er voyeuristisk ekshibitionisme / ekshibitionistisk voyeurisme i en informationstid, hvor den højest opnåelige tilstand er rollen som ekshibitionist betalt af det voyeuristiske publikum. Konsekvent tænkt må alle managere derfor være en form for alfonser. Snuff Pop Inc. er reaktionen over for vores indadvendte spejling af os selv gennem de stjerner, der repræsenterer os som mannequindukker for et hvilket som helst produkt, som forretningsverdenen ønsker at sælge til os.

## Koncerter
Snuff Pop Inc. lagde allerede ved debut-koncerten i foråret 1999 ud med at varme op for det velkendte amerikanske rockband Christian Death, og opnåede herved eksponering for et større publikum. I forhold til Christian Death's tilhørsforhold i goth miljøet, blev Snuff Pop Inc. vilkårligt trukket med ind i denne kategori, ikke mindst hjulpet af deres teatralske ansigt udadtil, som givetvis har vakt genklang i det danske gotiske miljø. Snuff Pop Inc. er således blevet et slags dansk modsvar på USA's Marilyn Manson, og har primært tiltrukket tilhængere af goth-miljøet til deres koncerter. Bandets hidtil sidste turné lå i april 2003, hvor de spillede sammen med Kiew i et større antal vesttyske byer.

## Diskografi
- Promotion, 1998 (demo)
- For the Love of Pig Brother, 2000 (demo)
- Session, 2001 (demo)
- Want Candy?, 2003 (demo)